# Alpine M64

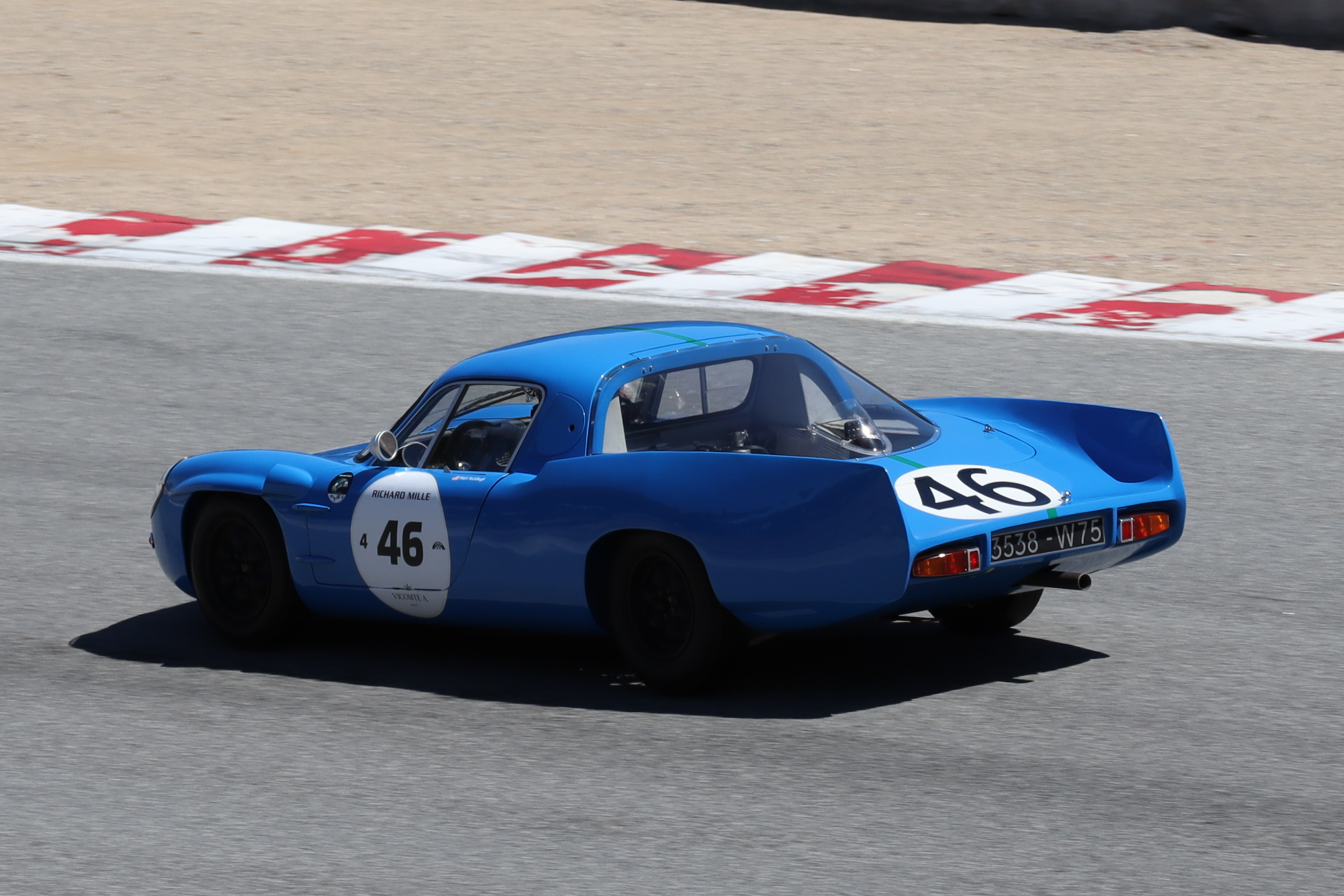
Vista della caratteristica coda con le pinne laterali di una Alpine M64

La Alpine M64, chiamata anche M64 GT, è una vettura da competizione di tipo Sport-Prototipo costruita dalla casa automobilistica francese Alpine e utilizzata nel 1964.

## Descrizione e storia
L'auto, che derivava dai prototipi della serie M (principalmente dalla M63) introdotti dalla casa francese nei primi anni 60, era alimentata da un motore Gordini-Renault da 1108 cm³ a quattro cilindri in linea, con telaio tubolare interamente saldato e sospensioni indipendenti oleopneumatiche.
Tra le competizioni di rilievo in cui prese parte, vi fu la 12 Ore di Reims 1964-65, la 24 Ore di Le Mans 1964-1965-1967 e la 1000 km del Nurburgring 1964-1965-1969.